# プリーズ…
『プリーズ…』は、1998年10月7日に発売された桂銀淑の19枚目のシングルである。発売元はポリドール・レコード。

## 解説
- 桂が得意とする大人の切ないバラード作品。
- TBS系ドラマ『家族曲線』の主題歌に起用された。
- オリコン・シングルチャートでは1994年発売の「花のように鳥のように」以来、4年振り（6作振り）に50位内にランクインし、有線リクエストでも総合9位（演歌2位）にランクするなど、好セールスになった。
- カップリング「乾杯ラブソング」は浜圭介とのデュエット作品で、浜とのデュエットは1989年発売の「愛始発」以来9年振りであった。
- 今作発売1か月後には、全曲浜圭介作曲による同名オリジナル・アルバム『プリーズ…』が発売された。

## 収録曲
1. プリーズ…
  - 作詞: 岡田冨美子、作曲: 浜圭介、編曲: 岩本正樹
2. 乾杯ラブソング
  - 作詞: 岡田冨美子、作曲: 浜圭介、編曲: 宮崎慎二
  - 浜圭介とデュエット